# Launchd
launchd é um init e um daemon de gerenciamento de serviços para sistemas operacionais criado pela Apple como parte do macOS para substituir seu init e SystemStarter de estilo BSD. Houve esforços para portar o lançamento para o FreeBSD e sistemas derivados.

## Protocolo de ativação de soquete
O nome de cada chave em Sockets será colocado no ambiente do trabalho quando for executado; e o descritor de arquivo desse soquete estará disponível nessa variável de ambiente. Isso difere da ativação do soquete do systemd, pois o nome de uma definição de soquete dentro da configuração da tarefa é codificado no aplicativo. Esse protocolo é menos flexível, embora, como systemd, não exija que o daemon codifique um descritor de arquivo inicial (a partir de 2014, ele é 3).